# Sorn-Brücke

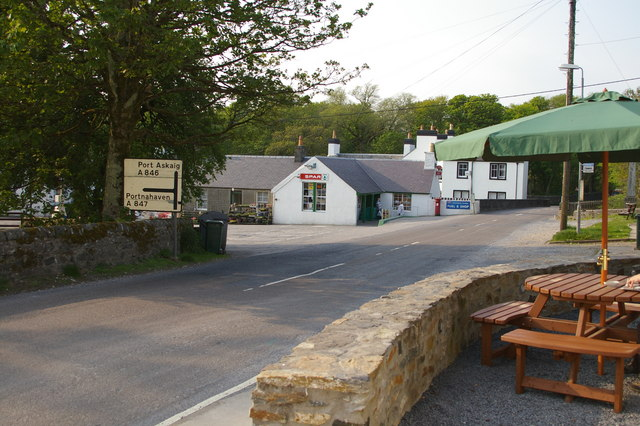
Die Brücke führt zwischen den beiden Gebäuden auf der linken Straßenseite über den Sorn.

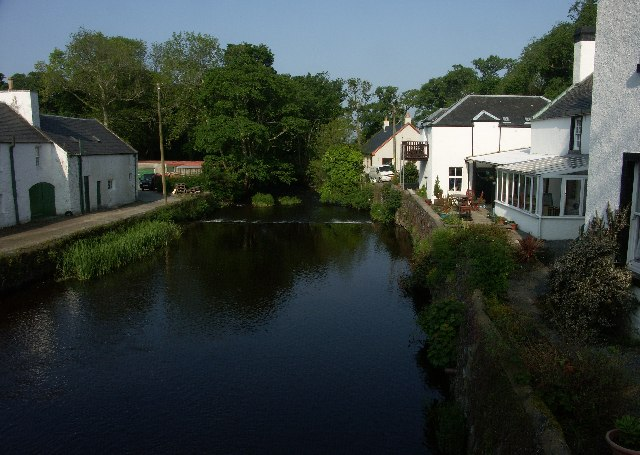
Blick von der Brücke

Bei der Sorn-Brücke handelt es sich um eine Straßenbrücke in der schottischen Ortschaft Bridgend auf der Hebrideninsel Islay. Auf der Brücke überquert die A846, welche die Hauptstraße Bridgends darstellt, den Fluss Sorn, der wenige hundert Meter westlich in die Meeresbucht Loch Indaal mündet. Am 20. Juli 1971 wurden die Sorn-Brücke in die schottischen Denkmallisten in der Kategorie B aufgenommen.

## Beschreibung
Die Steinbrücke wurde im Jahre 1860 fertiggestellt. Eine entsprechende Plakette ist im Bogenwinkel angebracht. Die beiden symmetrischen Brückenbögen sind aus Bruchstein gebaut. Diese sind aufgefüllt, sodass eine ebene Fahrbahn entsteht. Beidseitig sind niedrige Führungsmauern vorhanden. An der westlichen Seite reicht die Fahrbahn bis an die Mauer heran, während auf östlicher Seite ein schmaler, unbefestigter Fußgängerweg direkt neben der Fahrbahn verläuft.